# Manuel Abello
Manuel Abello (Santa Marta, 1812-Bogotá, 1872) fue un estadista, financista, catedrático, empresario y político colombiano.

## Biografía
Nació en 1812 en Santa Marta. Comenzó a temprana edad en la política militante, donde ejerció diversos cargos en las provincias del Magdalena y Bolívar. Fue uno de los grandes empresarios de su ciudad natal y uno de los más adinerados junto con Joaquín Pedro de Mier, con el que realizó varios negocios y emprendimientos, entre ellos, incursionar en el transporte fluvial. Ejerció como catedrático en el Instituto Caldas y también en la Universidad del Magdalena donde estuvo adscrito a las facultades de Literatura y Filosofía. En la política, fue miembro de la Cámara de Representantes y Senador de la República, además fue presidente del Senado en los períodos de 1869-1871, un año después ejerció como secretario de Estado en los departamentos de Guerra y Marina. Fue partícipe de la Convención Nacional de 1863 de los Estados Unidos de Colombia. Falleció en 1872 en Bogotá.